# Мур (Зальцбург)

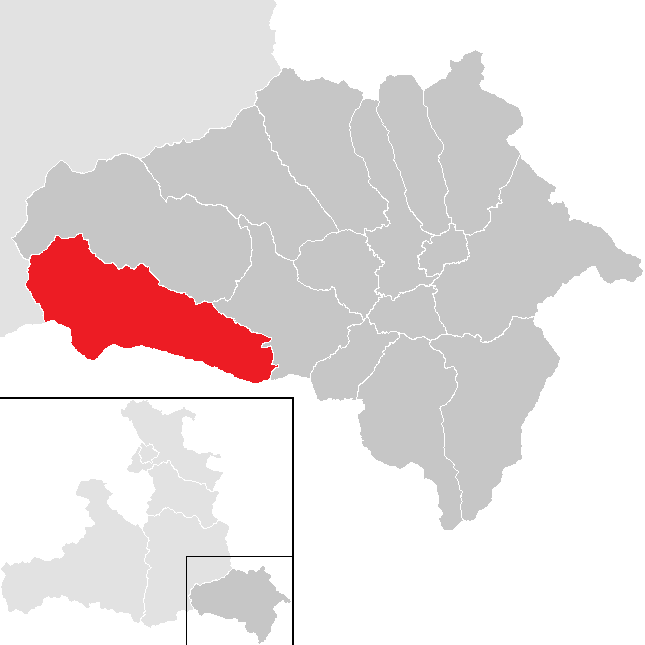
Комуна Мур на карті округи Тамсвег. У лівому нижньому кутку показано розташування округи Тамсвег на карті федеральній землі Зальцбург.

Мур (нім. Muhr) - громада у Австрії, у федеральній землі Зальцбург. Входить до складу округи Тамсвег. 
Населення становить 588 чоловік (2005). Займає площу 115,96 км 2. 

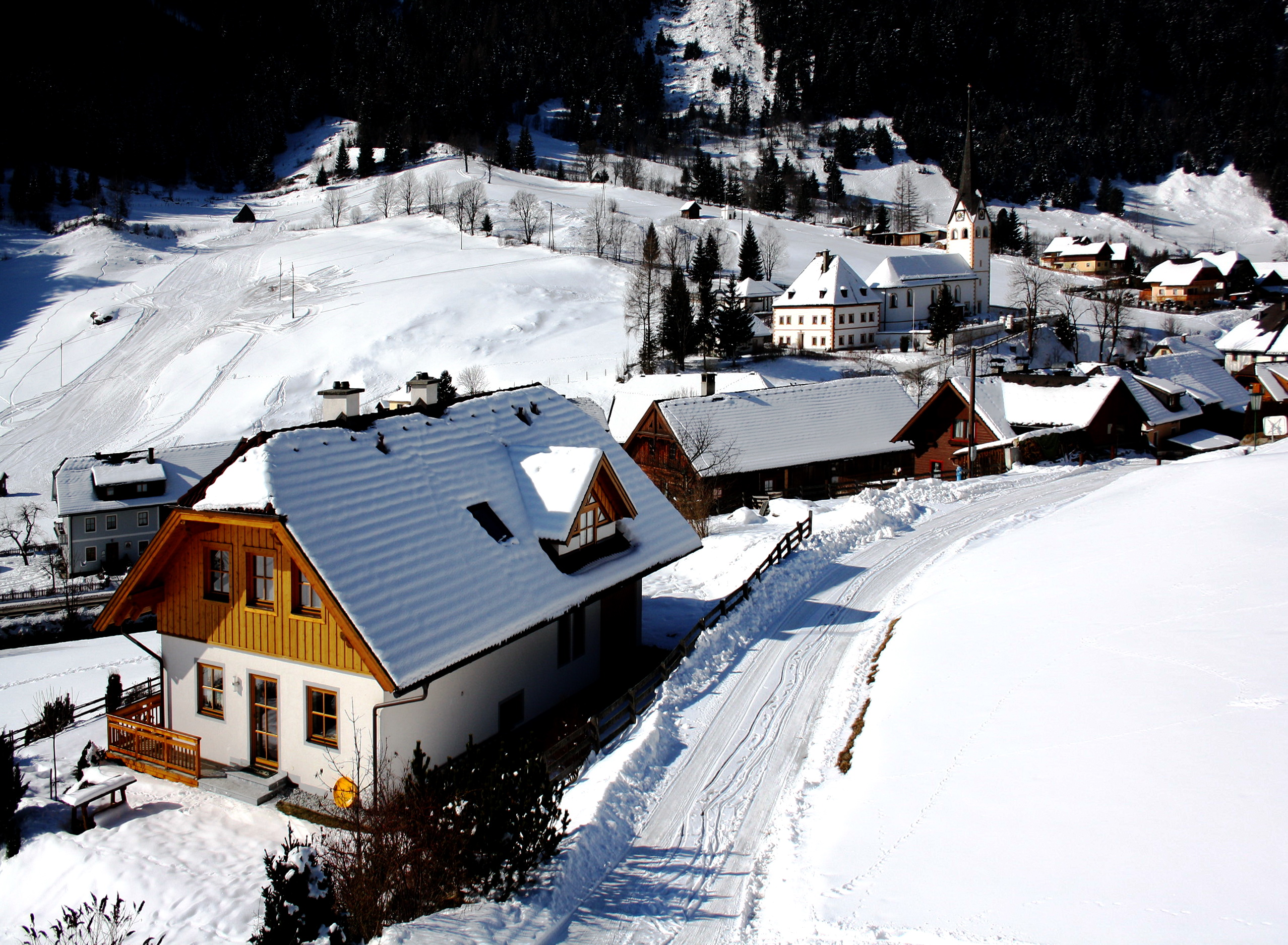
Мур взимку.
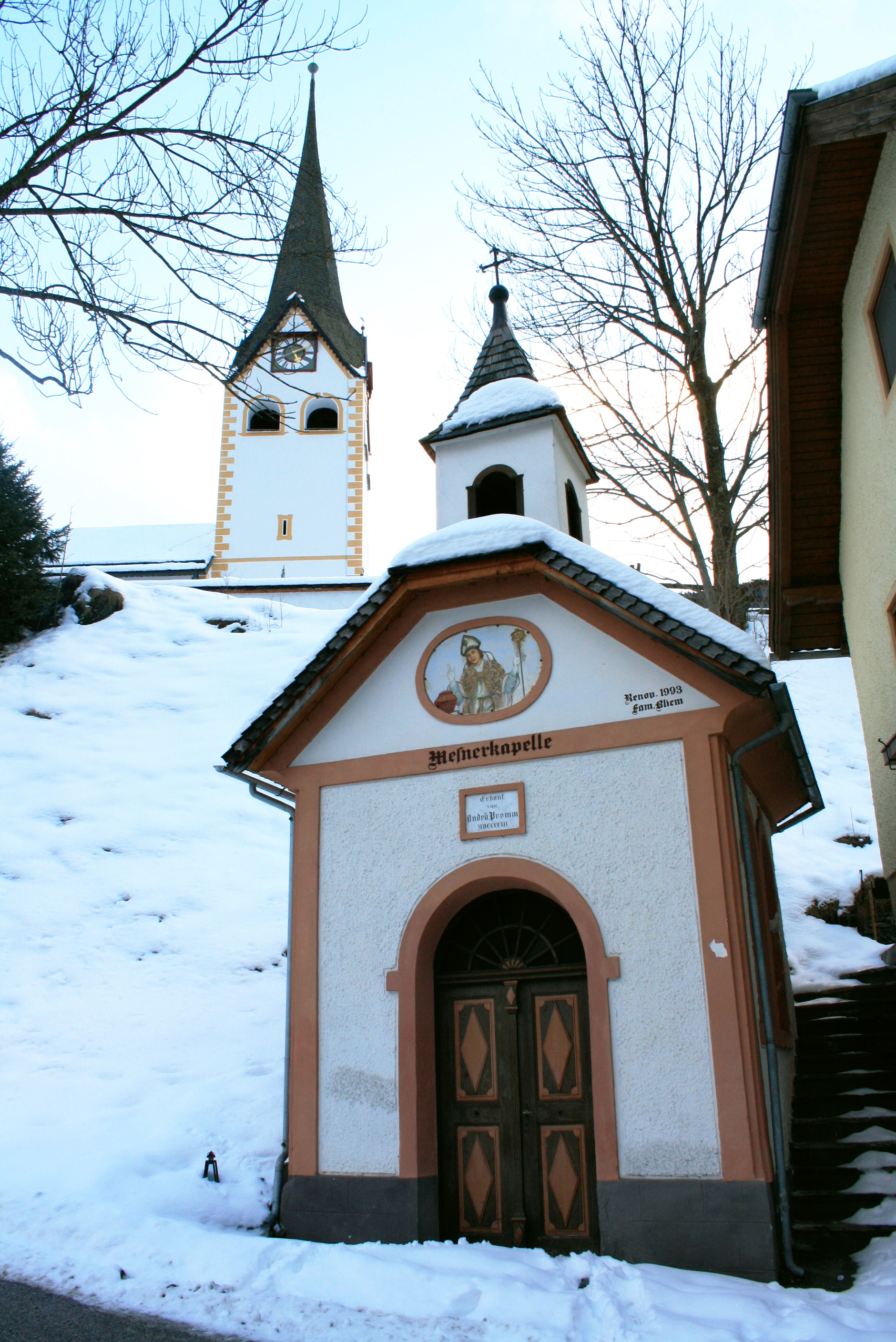
Каплиця.
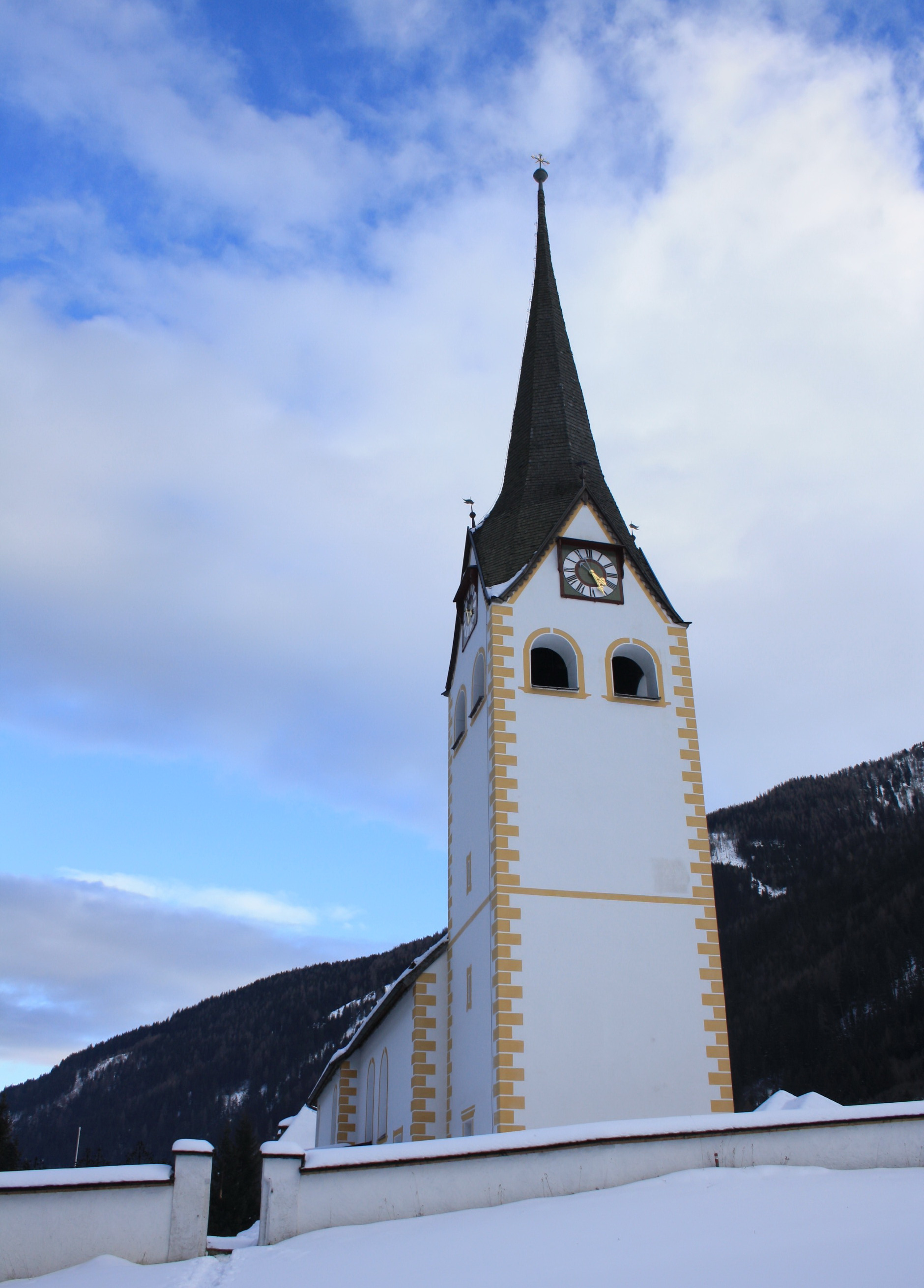
Дзвіниця у Мурі.